# WorldTeach
WorldTeach es una organización no gubernamental que provee oportunidades para que las personas hagan una contribución significativa a la educación internacional, viviendo y trabajando como profesores voluntarios en países en desarrollo. Fundada en 1986 por un grupo de estudiantes de la Universidad de Harvard, WorldTeach coloca voluntarios en diversas comunidades alrededor del mundo pueden ser estivales o de un año de duración. Aproximadamente 400 voluntarios se ubican anualmente, siendo más de 7.000 desde sus inicios hasta la fecha. Todos los voluntarios deben estar inscritos o haber completado cuatro años en la universidad. Sin embargo, la mayoría de los voluntarios son recién graduados.
La mayoría de los voluntarios enseñan inglés, y algunos enseñan tecnología de la información, matemáticas, ciencias, contabilidad y educación sobre el VIH / SIDA. Generalmente WorldTeach se asocia con Ministerios de Educación de cada país, que identifican las necesidades que los voluntarios de WorldTeach pueden ayudarlos a abordar.
La ubicación de los voluntarios varía ampliamente en el tamaño de la comunidad, la edad de los estudiantes (de primaria a los adultos), y la situación de vida (casa de familia o apartamento). Al igual que el Cuerpo de Paz, los voluntarios pueden ir a una amplia gama de países, pero a diferencia del Cuerpo de Paz, los voluntarios de WorldTeach deben postular a un país o zona determinada.
WorldTeach actualmente cuenta con programas un año de duración en Samoa Americana, Chile, China, Colombia, Costa Rica, Guyana, Kosrae, Chuuk, Pohnpei (estos últimos tres miembros de los Estados Federados de Micronesia), Islas Marshall, Namibia, Tanzania y Tailandia.
Los costos son compartidos entre la organización educativa anfitriona y los voluntarios. Algunas tarifas del programa de voluntariado están totalmente cubiertas por los socios WorldTeach, otros van desde USD$1 250 - USD$ 4 590. Se incluyen el alojamiento, el patrocinio de visas, salud y seguro de evacuación de emergencia, el personal de campo de apoyo las 24 horas del día, tres o cuatro semanas de orientación en el país (incluyendo el idioma y la formación del profesorado) y un estipendio mensual. El estipendio es más o menos igual al salario de un maestro local. Estos programas requieren un título universitario de cuatro años.
Los programas de verano están disponibles en China, Costa Rica, Marruecos, Namibia, Nepal, Polonia y Sudáfrica. Los voluntarios no necesitan tener un título universitario, aunque la mayoría son estudiantes universitarios. Estos programas no son financiados por la WorldTeach en los países socios y los estudiantes suelen pagar por ellos a través de becas, por sus propios medios, u obtener créditos universitarios.